# Perizoma nassata
Perizoma nassata là một loài bướm đêm trong họ Geometridae.